# Familia Robinson
Familia Robinson este un film de animație din 2007, produs de Walt Disney Animation Studios, Fliind al 48-Lea Film Animat de Disney. Este Regizat  Walt Disney Pictures. Premiera românească a avut loc pe 11 iunie 2007 în 3D, varianta subtitrată, și pe DVD din 15 octombrie 2007, fiind distribuit de Prooptiki România.

## Prezentare
Lewis are 12 ani și a inventat o mulțime de lucruri. Ultima sa invenție este ingeniosul scanner al memoriei, care ar trebui să-i permită lui Lewis să-și regasească mama. Dar scannerul este furat de Omul cu Melon. Lewis este dus în viitor de către un misterios băiat, Wilbur Robinson, posesorul unei mașini a timpului. Lewis va face cunoștință cu excentrica familie Robinson și va salva viitorul lumii, aflând în același timp fantasticul secret al destinului noilor săi prieteni.

## Dublajul în limba română
- Virgil Ianțu - Coach[5]